# Luxemburgo en los Juegos Olímpicos de Pekín 2022
Luxemburgo estuvo representado en los Juegos Olímpicos de Pekín 2022 por dos deportistas que competirán en esquí alpino. Responsable del equipo olímpico es el Comité Olímpico y Deportivo Luxemburgués, así como las federaciones deportivas nacionales de cada deporte con participación.
Los portadores de la bandera en la ceremonia de apertura fueron los esquiadores alpinos Matthieu Osch y Gwyneth ten Raa. El equipo olímpico luxemburgués no obtuvo ninguna medalla en estos Juegos.